# Athysanus quadrillum
Athysanus quadrillum är en insektsart som beskrevs av Claudius Rey 1891. Athysanus quadrillum ingår i släktet Athysanus och familjen dvärgstritar. Inga underarter finns listade i Catalogue of Life.